# Elif Gökalp
Elif Gökalp (París, 31 de gener de 1972) és una cantant d'òpera turca. És soprano.
Nascuda a França, va rebre classes de cant a les universitats de Gazi i Bilkent i al conservatori de la Universitat de Hacettepe a Ankara. Treballa des de 1995 a la TRT i entre 1996 i 2003 va ser professora i va dirigir el Cor Infantil Polifònic de la Radio d'Ankara de TRT. L'any 2019, va fer el seu debut internacional en el Festival Internacional de Musica de Mersin, cantant en companyia del pianista-compositor turc Can Atilla.